# Rezerwat leśny Sinharaja
Las Sinharaja – znajduje się na wyspie Cejlon, należącej do Sri Lanki, w głębi lądu, w górach, w południowo-zachodniej części wyspy. 
Jest to wilgotny las równikowy w strefie klimatu podrównikowego i zwrotnikowego wilgotnego, z krótką porą suchą. Porasta go ponad 100 gatunków drzew, a także storczyki, paprocie, pnącza i liany. Gleba w lesie nie zawiera składników odżywczych, przez co wegetacja ma skrócony cykl. Uzależniona jest od substancji odżywczych uwalnianych w procesie rozkładu obumarłych roślin. Przepływają przez las Sinharaja rzeki Koskulany, Gangi, Gin Gangi, w których można znaleźć rubiny, topazy, szafiry.
Sinharaja Forest Reserve jest parkiem narodowym wpisanym w 1988 roku na Listę Światowego Dziedzictwa UNESCO.